# Melivia
Melivia  este un oraș în Grecia în prefectura Larissa.